# Список кардиналов, возведённых папой римским Иннокентием X

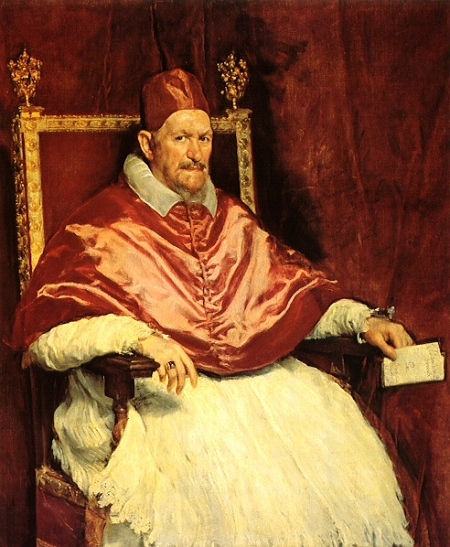
Папа Иннокентий X

Кардиналы, возведённые Папой римским Иннокентием X — 40 прелатов, клириков и мирян были возведены в сан кардинала на восьми Консисториях за десятилетний понтификат Иннокентия X.
Самой большой консисторией, была Консистория от 19 февраля 1652 года, на которой было назначено двенадцать кардиналов.

## Консистория от 14 ноября 1644 года
- Камилло Франческо Мария Памфили, племянник Его Святейшества (Папская область);
- Джанкарло Медичи, брат великого герцога Тосканского (Великое герцогство Тосканское);
- Доменико Чеккини, аудитор Трибунала Священной Римской Роты и датарий Его Святейшества (Папская область);
- Франческо Мария Фарнезе, брат герцога Пармского и Пьяченцского (Пармское герцогство).

## Консистория от 6 марта 1645 года
- Никколо Альбергати Людовизи, архиепископ Болоньи (Папская область);
- Тиберио Ченчи, епископ Йези (Папская область);
- Пьерлуиджи Карафа старший, епископ Трикарико (Папская область);
- Орацио Джустиниани, Orat., епископ Ночеры (Папская область);
- Федерико Сфорца, апостольский протонотарий (Папская область);
- Альдерано Чибо, референдарий Трибуналов Апостольской Сигнатуры Справедливости и Милости (Папская область);
- Бенедетто Одескальки, клирик Апостольской Палаты (Папская область).

## Консистория от 28 мая 1646 года
- Ян Казимир Ваза, S.J. (Речь Посполитая).

## Консистория от 7 октября 1647 года
- Фабрицио Савелли, архиепископ Салерно (Неаполитанское королевство);
- Микеле Мазарини, O.P., архиепископ Экс-ан-Прованса (Франция);
- Франческо Керубини, референдарий Трибуналов Апостольской Сигнатуры Справедливости и Милости и аудитор Его Святейшества (Папская область);
- Кристофоро Видман, аудитор Апостольской Палаты (Папская область);
- Лоренцо Раджи, генеральный казначей Апостольской Палаты (Папская область);
- Франческо Майдалькини (Папская область);
- Антонио де Арагон-Кордоба-Кардона-и-Фернандес де Кордоба, член Совета военных орденов, королевский советник короля Испании Филиппа IV, член Верховного Совета Трибунала испанской инквизиции (Испания).

## Консистория от 19 сентября 1650 года
- Камилло Асталли-Памфили, клирик Апостольской Палаты и президент тюрем (Папская область).

## Консистория от 19 февраля 1652 года
- Жан-Франсуа-Поль де Гонди де Рец, титулярный архиепископ Коринфа, архиепископ-коадъютор Парижа (Франция);
- Доминго Пиментель-и-Суньига, O.P., архиепископ Севильи (Испания);
- Фабио Киджи, епископ Нардо (Папская область);
- Джованни Джироламо Ломеллини, генеральный казначей Его Святейшества (Папская область);
- Луиджи Омодеи старший, апостольский протонотарий, декан клирик Апостольской Палаты (Папская область);
- Пьетро Вито Оттобони, аудитор Трибунала Священной Римской Роты (Папская область);
- Джакомо Корради, аудитор Трибунала Священной Римской Роты (Папская область);
- Марчелло Сантакроче, референдарий Трибуналов Апостольской Сигнатуры Справедливости и Милости (Папская область);
- Баччо Альдобрандини, тайный камергер Его Святейшества (Папская область);
- Фридрих Гессен-Дармштадтский, великий приор в Германии Ордена Святого Иоанна Иерусалимского (Гессен-Дармштадт);
- Лоренцо Империали, клирик Апостольской Палаты, губернатор Рима и вице-камерленго Святой Римской Церкви (Папская область);
- Джиберто Борромео, референдарий Трибуналов Апостольской Сигнатуры Справедливости и Милости (Папская область).

## Консистория от 23 июня 1653 года
- Карло Барберини, префект Рима (Папская область).

## Консистория от 2 марта 1654 года
- Джамбаттиста Спада, титулярный латинский патриарх Константинопольский (Папская область);
- Просперо Каффарелли, генеральный аудитор Апостольской Палаты (Папская область);
- Франческо Альбицци, референдарий Трибуналов Апостольской Сигнатуры Справедливости и Милости и асессор Верховной Священной Конгрегации Римской и Вселенской Инквизиции (Папская область);
- Оттавио Аквавива д’Арагона младший, референдарий Трибуналов Апостольской Сигнатуры Справедливости и Милости (Папская область);
- Карло Пио ди Савойя младший, генеральный казначей Апостольской Палаты (Папская область);
- Карло Гуалтерио, референдарий Трибуналов Апостольской Сигнатуры Справедливости и Милости и адвокат бедных (Папская область);
- Дечио Аццолино младший, секретарь апостольских бреве и секретарь Священной Коллегии кардиналов (Папская область).